# Sainte-Alauzie
Sainte-Alauzie korábbi község Franciaországban, Lot megyében. Lakosainak száma 107 fő (2018. január 1.). Sainte-Alauzie Sauveterre, Castelnau-Montratier, Cézac, Lascabanes, Pern és Saint-Cyprien községekkel határos.
2017. január 1-jén a korábbi Castelnau-Montratier községgel egyesült és az így létrejött (azonos nevű) Castelnau-Montratier új község része lett.

## Népesség
A település népessége az elmúlt években az alábbi módon változott:
| Lakosok száma | 186  | 169  | 138  | 107  | 109  | 130  | 122  | 117  | 108  | 107  |
|               | 1968 | 1975 | 1982 | 1990 | 1999 | 2011 | 2013 | 2015 | 2017 | 2018 |